# Terrance Amorosa
John Terrance Amorosa (Kirkland, 13 novembre 1994) è un hockeista su ghiaccio canadese naturalizzato italiano, milita come difensore nell'Herning Blue Fox, squadra della Metal Ligaen, e nella Nazionale italiana.

## Carriera

### Nazionale
In possesso del passaporto italiano e maturate due stagioni consecutive in una squadra di club italiana, necessarie per vestire la maglia azzurra, Amorosa ricevette la prima convocazione con il Blue Team il 28 novembre 2023, in occasione dell'Austrian Cup disputatosi a Klagenfurt il successivo mese di dicembre. L'esordio avvenne il 14 dicembre nel match inaugurale perso 3-1 contro la Polonia.
Fra il 28 aprile e il 4 maggio 2024 prese  parte ai Mondiali di Iª Divisione - Gruppo A di Bolzano.

## Palmarès

### Club
- Campionato italiano: 1

Renon: 2023-2024
- Alps Hockey League: 1

Renon: 2023-2024

### Individuale
- NCAA (ECAC) Second All-Star Team: 1

2017-2018
- Maggior numero di assist della Serie A: 1

2023-2024 (5 assist)
- Maggior numero di assist per un difensore della Serie A: 1

2023-2024 (5 assist)
- Maggior numero di reti per un difensore della Serie A: 1

2023-2024 (1 rete)
- Maggior numero di punti per un difensore della Serie A: 1

2023-2024 (6 punti)